# Jacob Widell Zetterström
 Jacob Mikael Widell Zetterström (* 11. Juli 1998 in Stockholm) ist ein schwedischer Fußballtorwart, der seit 2024 beim englischen Zweitligisten Derby County unter Vertrag steht.

## Karriere

### Verein
Der Torhüter stammt aus der Jugend von Djurgårdens IF und wechselte später zum IFK Lidingö. Dort kam er 2016 im Amateurbereich zu seinen ersten Einsätzen für dessen Seniorenmannschaft. Von 2019 bis 2024 stand er wieder bei Djurgårdens IF unter Vertrag und absolvierte 87 Erstligaspiele sowie 2022/23 fünf Partien in der UEFA Europa Conference League. Der Klub überstand zwar die Gruppenphase, doch scheiterte man im Achtelfinale klar an Lech Posen (0:2, 0:3).
Am 16. August 2024 wurde der Wechsel des 26-Jährigen zum englischen Zweitliga-Aufsteiger Derby County bekannt gegeben, bei dem Widell Zetterström einen Dreijahresvertrag unterzeichnete.

### Nationalmannschaft
Am 12. Januar 2023 debütierte Widell Zetterström für die schwedische A-Nationalmannschaft gegen Island. Beim 2:1-Testspielsieg im portugiesischen Faro wurde er in der Halbzeit für Oliver Dovin ausgewechselt. Anschließend stand er noch mehrmals im Kader der Auswahl, doch zu einem weiteren Einsatz kam es bisher nicht.